# Jorge de Pálócz
Jorge de Pákócz (en húngaro: Pálóczi György) (? - Estrigonia, 10 de mayo de 1439) cuadragésimo tercer arzobispo de Esztergom (1423 - 1439), miembro de la nobleza húngara del siglo XV, leal seguidor del rey Segismundo de Hungría. Coronó al rey Alberto de Hungría en 1437.

## Biografía
Si bien se desconoce cuándo nació exactamente Jorge, se sabe que era hijo de Pedro de Pálócz, y sobrino de Domingo de Pálócz, presbistero de Lelesz, visitador de la orden premontiense en Hungría.
Entre los hermanos de Jorge se hallaba Emerico, Mateo y Eduviges, de los cuales el primero llegó a contar con cierta influencia en el área administrativa siendo nádor de Hungría (1435–1437). Antes de 1400, Jorge antes de haber tomado hábitos religiosos fue nombrado capellán de Szepes y a finales de ese año el rey Segismundo de Hungría lo hizo nombrar prepósito. De esta manera ocupó nominalmente el cargo de prepósito de Szepes entre 1401 y 1419, sin embargo el consejo protestó por esto y se quejó directamente con el papa Bonifacio IX. Ellos sugirieron a Desiderio Marczali, sin embargo el rey Segismundo insistió en que Jorge de Pálócz se mantuviese en el cargo. La resolución fue que el candidato del consejo canónigo fuese colocado como sustituto, y en 1408 hallamos estudiando a Jorge de Pálócz en la universidad de Cracovia, en 1409 en la universidad de Viena, inscribiéndose en la facultad de derecho en 1412. Mientras tanto el consejo canónigo volvió a realizar una queja formal por la ausencia de Jorge de Pálócz, quien seguía siendo la cabeza de éste, tras lo cual volvieron a exigir su remoción, pero Segismundo no lo permitió. Entonces Jorge regresó a Hungría a ocupar su cargo, donde se mantuvo hasta 1419, cuando el rey lo nombró Obispo de Transilvania, siendo esta decisión confirmada por el papa Martín V el 31 de julio de ese mismo año.
El 10 de agosto de 1423 fue nombrado arzobispo de Esztergom por Segismundo y el 10 de noviembre fue confirmado por el papa, enviando el 9 de febrero de 1424 el pallium arzobispal. Pronto la Santa Corona Húngara fue confiada al arzobispo por el rey Segismundo, quien temía por la seguridad de la joya real: esta será custodiada en el palacio de Estrigonia el resto del reinado del monarca. En 1431 Jorge de Pálócz envió al Concilio de Basilea un embajador, sin poder asistir el personalmente. En 1437 obtuvo el castillo de Drégely cuando coronó como rey de Hungría al duque austriaco Alberto V de Habsburgo, el yerno del fallecido rey Segismundo. En 1437 murió Mateo, el hermano menor del arzobispo, y Jorge intervino como juez en el proceso legal de la sucesión en el puesto.
Entre 1438 y mayo de 1439 ocupó el cargo de canciller real hasta su muerte en verano. Luego de la coronación del rey Alberto, la santa corona húngara fue llevada a Visegrado en ese mismo año.